# Chop Chop Band

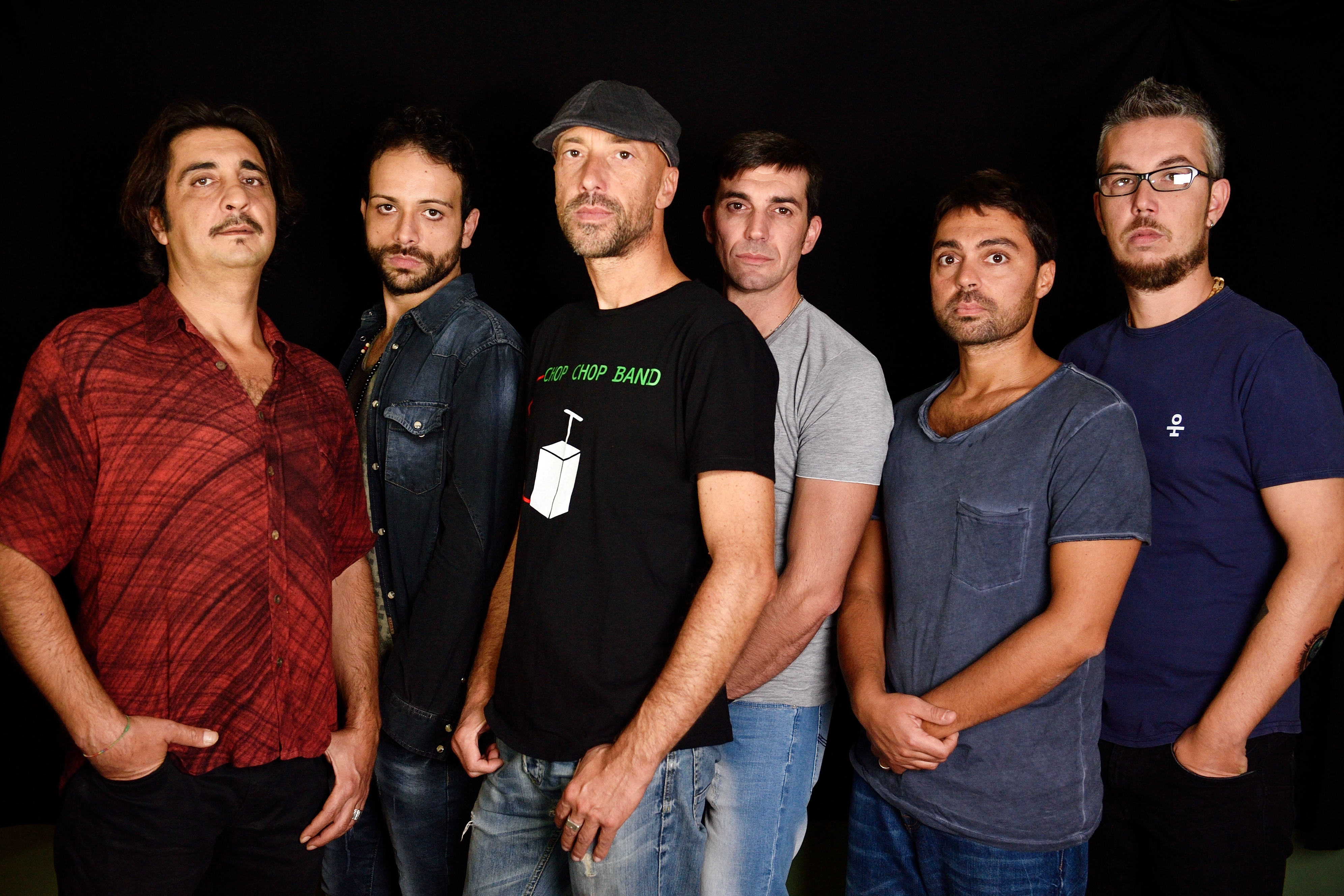

La Chop Chop Band è un gruppo reggae formato nel 1992 a Barletta dall'unione di sei musicisti amanti della musica giamaicana guidato dal cantante e compositore Pino Pepsee.

## Storia
Nel 1995 il gruppo registra il primo demo di quattro brani Revolution Reggae, un brano è stato incluso nella raccolta Sonica 96. Nel 1997 pubblica il primo album, Fiore di terra, autoprodotto e distribuito come allegato al settimanale Avvenimenti. Partecipano al Rototom Sunsplash per ben 6 edizioni.
Nel 1999 pubblica il secondo disco, Sveglia!, pupplicato per Sottosuono e distribuito dalla Good Stuff.
Nel 2001 esce il singolo L'isola che c'è in collaborazione con i Sud Sound System inserito nella compilation Reggae Radio Station curata dal dj Vitowar di Radio Popolare.
Nel 2004 esce il terzo album Ci sei o no!? per la V2 Records. Dall'album viene estratto il brano Credo nella musica (a cui partecipano anche i Sud Sound System). 
Il tour promozionale di quest'album dura più di un anno in giro in tutta Italia e in alcuni paesi europei
Nel 2009 esce l'album Sunshine con un nuovo sound e la partecipazione di numerosi Dj nazionali e internazionali
A maggio del 2015 esce il singolo Un po' di volume, accompagnato dal videoclip ufficiale, che riscuote subito un buon successo nelle radio e anticipa l'uscita del nuovo album, Rialimenta, uscito il 15 aprile 2016 per Fridge Records con la collaborazione di Puglia Sound Records distribuito da Goodfellas.

## Stile musicale
Il loro stile musicale ricorda quello dei Sud Sound System differenziandosi per l'uso dell'italiano invece del dialetto. Tuttavia molteplici sono le influenze musicali esterne a quelle giamaicane, dalla musica d'autore italiana a sperimentazioni elettroniche più vicine al dub inglese. Negli anni la band ha riscosso un notevole sucesso in tutto il panorama underground italiano, grazie alla massiccia presenza in festival di rilievo nazionale.

## Formazione
- Pino Pepsee - voce e chitarra
- Claudio Kougla - sintetizzatori - campionatori - effetti -
- Giuseppe Usfo Sforza - chitarra
- Alessando Orsi - PIano e organo
- Michele Muggeo - basso elettrico
- Mario Grassi - batteria

## Discografia

### Album
- 1997 - Fiore di terra (autoprodotto, distribuito con il settimanale Avvenimenti)
- 1999 - Sveglia! (Sottosuono)
- 2004 - Ci sei o no!? (V2 Records/Sony BMG)
- 2009 - Sunshine (Sanarecords)
- 2016 - Rialimenta (Fridge Records/Goodfellas)